# Фелшьойорш
Фелшьойорш (на унгарски: Felsőörs) е селище в Унгария, разположено в района Балатоналмади, област Веспрем.

## Географско положение
Фелшьойорш се намира на девет километра югоизточно от град Веспрем и на четири километра от северния бряг на езерото Балатон.
Във Фелшьойорш има детска градина, основно училище, медицински център за семейна практика, педиатрична клиника, аптека, пощенска служба, кметство, римо-католическа и реформаторска църква. В селцето има и музикално училище, основано от унгарския китарист Ференц Шнетбергер, което е специализирано в музикалното образование на деца от ромски произход. Функционира и спортен клуб FISK (Felsőörsi Ifjúsági Közhasznú Sportegyesület).
Най-близката железопътна гара е на 4,7 km в съседен Алшойорш.
Важна част от поминъка на района играе лозарството.
Основната забележителност на Фелшьойорш е католическата църква Мария Магдалена, която датира от XII век.

## Население
Към 1 януари 2019 г. броят на населението на Фелшьойорш по данни на Централната статистическа служба на Унгария е 1758 души. В селото има 590 домакинства. Основна част от населението са унгарци – 86,4%. Други етнически групи са германци – 2,8%, румънци – 0,3%, българи – 0,1%, цигани – 0,1%, рутени – 0,1%, словаци – 0,1%, и украинци – 0,1%.

### Райониране
Населението на Фелшьойорш е съсредоточено в централната част на селището. В покрайнините на Фелшьойорш, на разстояние от 2 до 4 km от централната част, са разположени по-слабо населените райони Фьоскьольок (Főszőlők), Кишед дюльо (Kishegy dűlő), Кьовешкутпуста (Köveskútpuszta), Потза дюльо (Potza dűlő) и Йорегхед дюльо (Öreghegy dűlő), чиито жители варират между 0 и 51 души, тъй като това са райони, използвани предимно за селскостопански нужди и отдих.